# 二道桥镇
二道桥镇，是中华人民共和国内蒙古自治区巴彦淖尔市杭锦后旗下辖的一个乡镇级行政单位。

## 行政区划
二道桥镇下辖以下地区：
东方红村、太阳升村、庆丰村、庆隆村、西渠村、东渠村、先锋村、刹台村、永增村、永丰村、新胜村、坚永村、坚胜村、甲二村、永乐村、繁荣村和甲一村。